# قوانین بوگوندی
قوانین بوگوندی (انگلیسی: Lex Burgundionum)، به مجموعه قوانینی گفته می‌شود که احتمالاً توسط گوندوبادا پادشاهان بورگوندی‌ها در سال ۵۰۰ پس از شکست دادن کلوویس و در آغاز قرن ۶ میلادی اعلام شد. این قوانین متأثر از قوانین رومی بود که پس از اقتباس با قوانین محلی ادغام شد که بیشتر در رابطه با ازدواج، وراثت و همچنین مجازات مرتبط با آن هستند. قدیمی‌ترین نسخه‌های مرتبط با این قوانین به قرن ۹ میلادی بازمی‌گردد. نوشتن این قوانین در زمان جانشین گوندوبادا، سگیسموند ادامه یافت.